# Legoland New-York
Pour les articles homonymes, voir Legoland.
Legoland New-York est un parc à thème situé à Goshen, dans l'État de New York, dont le thème est inspiré de la marque de jouets Lego. De nombreux éléments du parc sont conçus pour ressembler au jouet et les visiteurs ont de nombreuses occasions d'interagir avec lui. Le parc a coûté 500 millions de dollars et sa construction a duré cinq ans. Il s'adresse aux enfants âgés de 2 à 12 ans et aux amateurs de Lego. Le parc a ouvert ses portes le 20 mai 2021 pour les personnes ayant acheté des laissez-passer exclusifs « 1st to play », et le 29 mai 2021 pour le grand public, devenant ainsi le premier nouveau parc à thème à voir le jour dans le nord-est du pays depuis des décennies. Il appartient à Merlin Entertainments et est le neuvième parc Legoland dans le monde. Aux États-Unis, il s'agit du troisième parc après Legoland California (1999) et Legoland Florida (2011). 

## Histoire
Les propositions pour un troisième site Legoland aux États-Unis ont commencé en octobre 2015, lorsque Merlin Entertainments a proposé de construire un complexe à Haverstraw, dans le comté de Rockland. Cela comprendrait un parc à thème, un parc aquatique, un aquarium Sea Life et un hôtel. Mais les plans ont été immédiatement retirés en raison des immenses préoccupations des résidents. Au moins 200 résidents du comté de Rockland se sont inquiétés du trafic, de la pollution, du bruit, de la propriété et de l'utilisation des services publics.
Le 26 mai 2016, Legoland New-York a été reconsidéré dans la ville de Goshen, en raison des terrains supplémentaires disponibles dans la région, ainsi que de la proximité de la zone métropolitaine de New York,. Ce Legoland aura toujours un parc à thème et Sea Life mais exclura le parc aquatique,.
Le 19 octobre 2017, la ville de Goshen a approuvé les plans du parc et six jours plus tard, le 25 octobre 2017, Merlin Entertainments a officiellement annoncé Legoland New-York, un parc à thème de 500 acres avec un hôtel Legoland de 250 chambres,. La construction a commencé peu après.
Peu après, le 25 octobre 2017, l'Empire State Development de New York a soutenu le projet en mettant de côté 10 millions de dollars pour supporter le trafic automobile attendu. Cela comprenait la reconstruction de la sortie 125 de la route 17 ainsi que l'élargissement des routes. Tout cela rapprochera la route 17 d'une National Interstate Designation sur l'Interstate 86 (Pennsylvanie-New York).

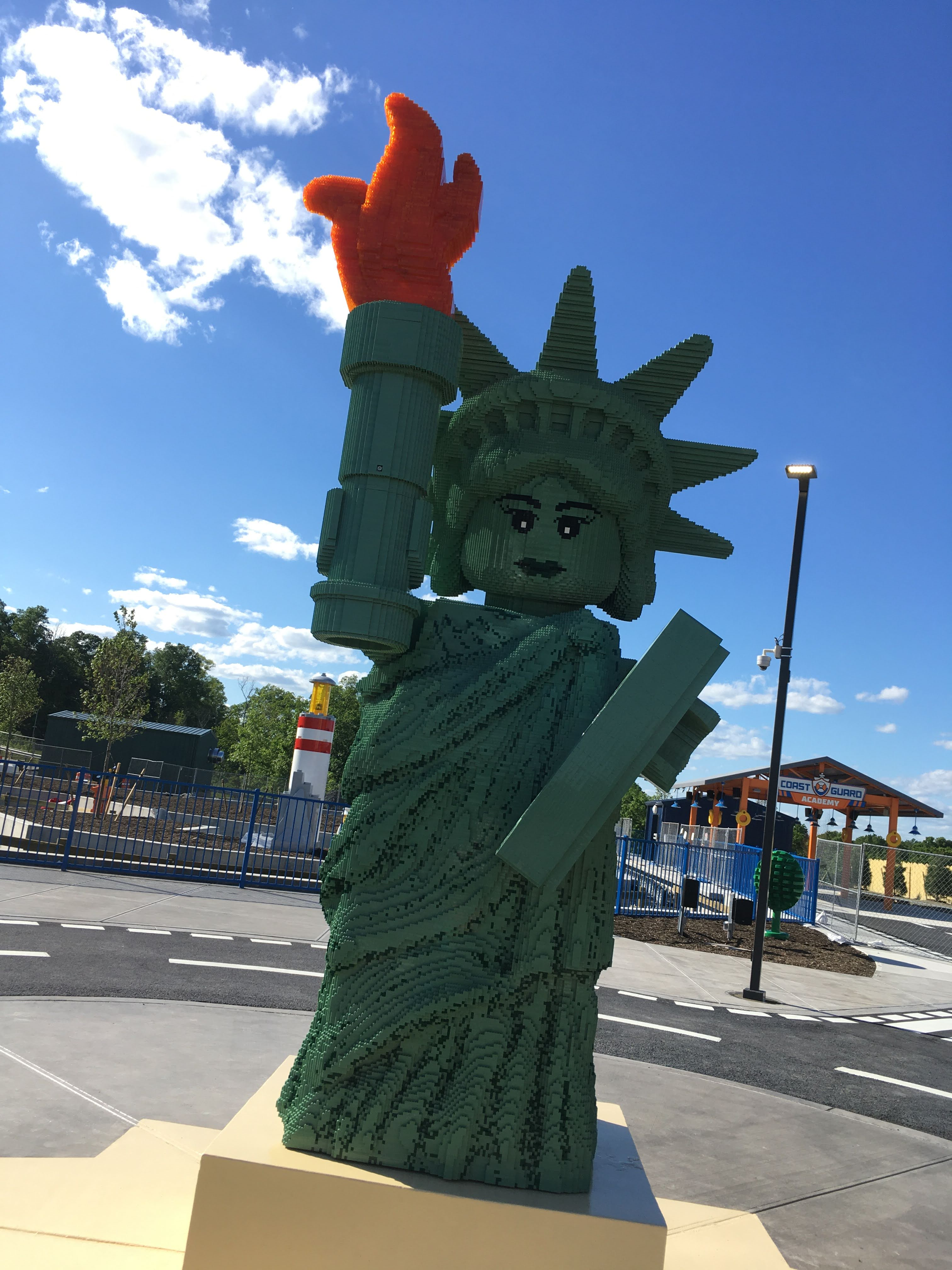
Reproduction de la statue de la Liberté en légos.

Fin 2019, il a été annoncé que la station allait ouvrir au grand public le 4 juillet 2020, pour coïncider avec la fête de l'Indépendance.
Le 31 mars 2020, en raison du début de la pandémie de Covid-19 à New York de 2020, la construction du projet a été interrompue, et une nouvelle période d'ouverture, début 2021, a été annoncée,.
Pendant les périodes de décembre 2020 et janvier 2021, les détenteurs de laissez-passer achetés en 2019 ont bénéficié d'un accès exclusif aux deux premiers terrains, Brick Street et Bricktopia. Les visiteurs pouvaient visiter les deux espaces et acheter de la nourriture et des marchandises, mais aucun manège n'était ouvert.

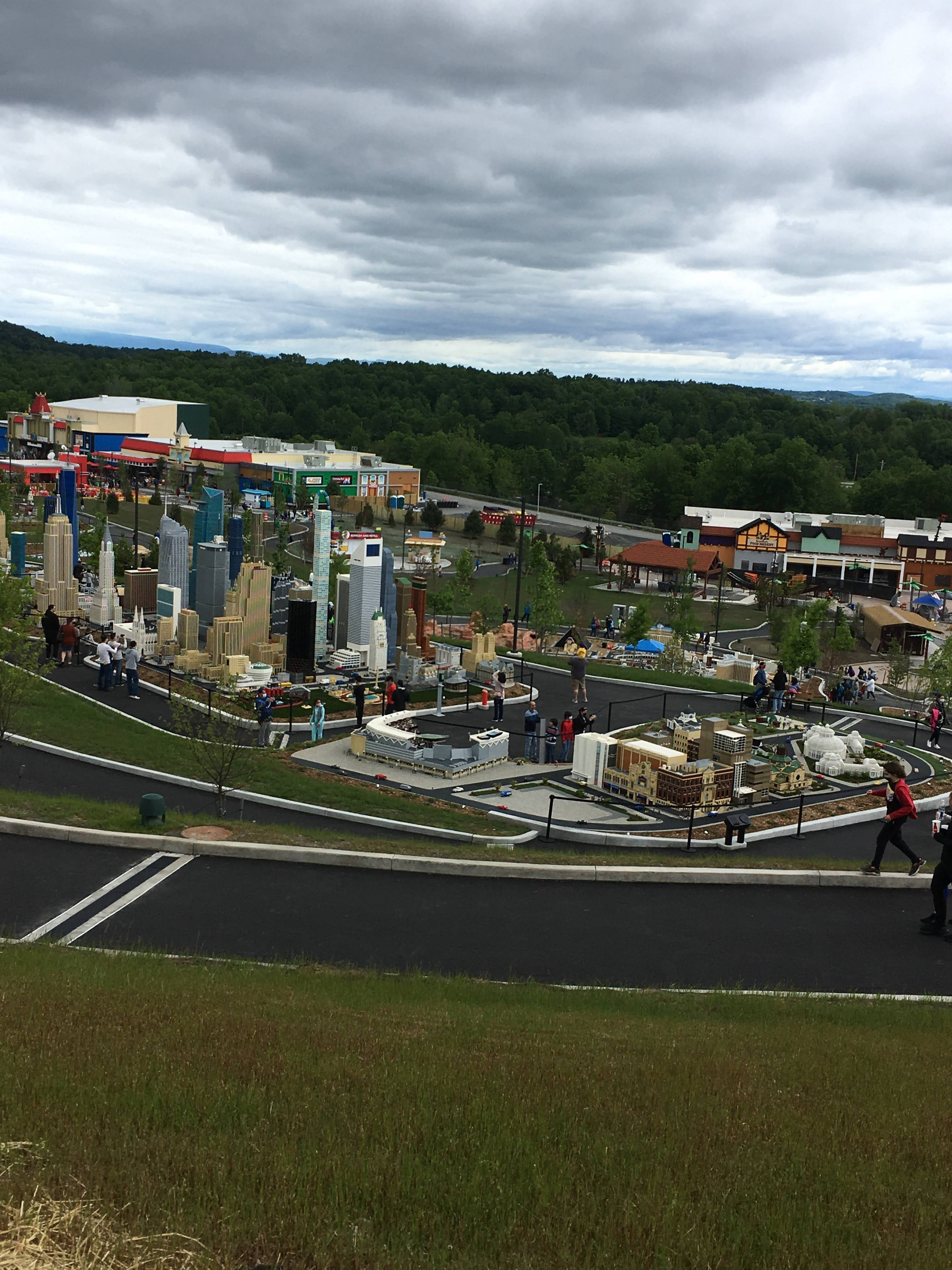
La moitié inférieure du parc.

Le 19 février 2021, le gouvernement de l'État de New York a annoncé la réouverture des attractions familiales, confirmant l'ouverture de Legoland pour 2021.
Le 9 avril 2021, les attractions familiales de New-York ont rouvert pour la première fois depuis la pandémie. Legoland a été autorisé à ouvrir et son plan de sécurité a été accepté par le gouvernement de l'État de New York.
Le 19 mai 2021, Legoland New-York a annoncé son projet officiel d'ouvrir le parc par phases en raison des retards de construction, ainsi que l'ouverture des réservations et de l'achat de billets pour les détenteurs de pass et le public,.
Le 20 mai 2021, Legoland New-York a ouvert pour les détenteurs de pass « 1st to play » qui ont payé un supplément en 2019 pour un accès spécial à un événement avant l'ouverture officielle du parc. Lego City et Lego Pirates étaient complètement interdits d'accès pendant cette période.
Après cette semaine, le 29 mai 2021, Legoland New-York a officiellement ouvert au grand public et aux autres détenteurs de pass. Il s'agissait d'un soft launch, puisque Lego Pirates et une partie de Lego City étaient encore en construction et que le parc avait besoin d'apprendre comment les précautions Covid-19 et les éléments du parc fonctionneraient. Parallèlement, les prix des billets ont été réduits de moitié par rapport aux prix prévus. L'hôtel Legoland a également été retardé, tous ces éléments ouvrant plus tard dans l'été,. 
Enfin, le 9 juillet,,, après 4 ans de construction, Legoland New-York ouvre complètement,,, avec les sept terres et les manèges correspondants ouverts. Les prix des billets reviennent à la normale et le parc commence à ouvrir tous les jours.  
Le 6 août 2021, l'hôtel Legoland a ouvert ses portes en grande pompe et a commencé à accepter les nuitées, donnant ainsi aux clients la possibilité d'avoir un endroit près du parc pour séjourner lors de leur visite, ce qui permet également des expériences de plusieurs jours dans le parc, le classant comme un centre de villégiature en marquant l'achèvement de la construction initiale du centre.  